# Tricyphona bidentifera
Tricyphona bidentifera är en tvåvingeart som först beskrevs av Alexander 1950.  Tricyphona bidentifera ingår i släktet Tricyphona och familjen hårögonharkrankar. Inga underarter finns listade i Catalogue of Life.